# Semiothisa drepanata
Semiothisa drepanata är en fjärilsart som beskrevs av Johannes Karl Max Röber 1891. Semiothisa drepanata ingår i släktet Semiothisa och familjen mätare. Inga underarter finns listade i Catalogue of Life.